# Hyperroman
En hyperroman är en roman uppbyggd av hypertext. Istället för att läsas traditionellt från pärm till pärm hoppar läsaren fram och tillbaka genom att följa sidhänvisningar eller länkar. En hyperroman kan därför läsas flera gånger och vara annorlunda varenda gång. Även hyperpoesi (ibland  kallat hypertextpoesi) fungerar på ett liknande sätt.